# Diarmaid
Diarmaid (Diarmuid) var i irländsk keltisk mytologi den gestalt i berättelsen om Finn som rövar bort Finns trolovade Grainne.
Diarmaid jagas över hela Irland av Finn innan de försonas och Diarmaid kan leva lyckligt med Grainne. Diarmaid dödas sedermera av ett förtrollat vildsvin efter att Finn av ren svartsjuka tvekat att rädda honom.